# Poszynka
Poszynka – osada leśna w Polsce położona w województwie małopolskim, w powiecie wielickim, w gminie Kłaj.
W latach 1975–1998 miejscowość administracyjnie należała do województwa krakowskiego.